# Jacques Mathurin Marie Delalande
 (août 2012).
Pour les articles homonymes, voir Delalande.
Jacques, Mathurin, Marie Delalande, né le 20 mai 1768 à Plumaugat (Côtes-du-Nord), mort le 17 juin 1828, est colonel du 96e régiment d’infanterie de ligne.

## Biographie
Il naît le 20 mai 1768, du sieur Jacques Delalande et de demoiselle Françoise Marie Feüde, étant le filleul de noble Mathurin Duval et de Guillemette Delalande, baptisé en présence de noble Jean François Feüde, seigneur de la Gaudaizière, et de plusieurs autres. 
Son oncle, monsieur Delalande, mort vers le mois d'avril 1807, à Paris, était membre du collège de France (autorisation de conserver l’Aigle que l’empereur lui avait décerné, selon dossier de la Légion-d'Honneur de Jacques Mathurin Marie) .

## États de service
Les états de service de Jacques Delalande qui avaient été résumés par Jean-Baptiste Bouvier peuvent être reconstitués avec précision grâce à son dossier de la Légion-d'Honneur :
- 2 août 1791 : entre au service au 1er bataillon des Côtes-du-Nord, devenu 60e régiment d’infanterie de ligne, comme sergent.
- 1er décembre 1792 : sergent major ;
- 27 octobre 1793 : adjudant sous-officier ;
- 15 nivôse an II : adjudant sous-lieutenant ;
- 20 vendemiaire an V : lieutenant ;
- 1 germinal an VIII : adjudant major ;
- 27 octobre 1808 : chef de bataillon au 35e régiment d’infanterie de ligne ;
- 15 avril 1811 : major en second au 1er régiment de la Méditerranée ;
- 12 juillet 1812 : major en 1er au 10e régiment de ligne ;
- 18 mars 1813 : major en premier au 106e régiment d’infanterie de ligne, et en même temps commandant du 44e régiment provisoire du 4e corps de la Grande armée. Il commande à Augsbourg le 2 juin 1813 ;
- 11 juillet 1813 : rentre au 106e régiment d’infanterie de ligne, passé au commandement de la 30e demi-brigade provisoire à l’armée d’Italie ;
- 24 janvier 1814 : colonel au 96e régiment de ligne[n 1] ;
- 7 août 1814 : colonel au 80e régiment d’infanterie de ligne ;
- 13 octobre 1814 : rentré dans ses foyers avec demi-solde ;
- 9 mars 1815 : remis en activité en vertu de l’ordonnance royale ;
- 30 mai 1815 : appelé au commandement des gardes nationales du département de la Charente-Inférieure ;
- 1er août 1815 : rentre dans ses foyers avec demi-solde ;
- 7 avril 1816 : admis à la solde de retraite ;
- 9 octobre 1816, il prête serment de fidélité au roi, en tant que chevalier de la Légion-d'Honneur, à Dinan ;

## Campagnes
Les campagnes faites par Jacques Delalande figurent dans son dossier de la Légion-d'Honneur ;
- 1792 - 1796 : sert à l’armée du Nord ;
- 1797 : sert à l’armée de Sambre-et-Meuse ;
- 1798 : sert aux armées d’Allemagne et d’Angleterre ;
- 1799 : sert aux armées de Batavie, d’Helvétie et du Rhin ;
- 1800 - 1801 : sert à l’armée d’Italie ;
- 1802 : siège de Porto-Ferrajo ;
- 1804 - 1806 : sert en Italie ;
- 1807 : sert en Dalmatie ;
- 1808 - 1812 : sert en Italie ;
- 1814 : sert à l’armée du Midi ;

## Blessures
- 6 novembre 1792 : blessé d’un coup de feu à la jambe gauche, à la bataille de Jemmapes, jour où un boulet emporte son fusil [1].
- 8 brumaire an XIV, blessé d’un coup de feu à la partie latérale du cou à la bataille de Caldiero en Italie[1].

## Distinctions
- 2 juin 1813 : Institué chevalier de la Légion d'honneur à compter du 2 juin 1813.
- 27 septembre 1814 : institué chevalier de l’ordre de Saint-Louis[1].